# 兵藤小百合
兵藤 小百合（ひょうどう さゆり、10月21日 - ）は、日本のメイクアップアーティスト、YouTuber。東海大学 ヨーロッパ文明学科 卒業。

## 経歴
中学・高校時代は吹奏楽部に所属。ホルンを担当していた。
大学生時代に美容系の職業に就きたいと考えていたが、パリコレのバックステージの動画内でメイクアップアーティストの格好良い姿を見て同じメイクアップアーティストを志す。
卒業後、フリーランスで広告や宣材写真のメイクアップアーティストとして活動と並行し、TV局のヘアメイクとしても活動。
2016年
- 11月　YouTubeチャンネル開設。動画投稿開始[6]

2019年
- 5月　フランスに短期留学[7][8]
- 7月　登録者数10万人突破[9]

2021年
- 1月　楽天RAXY公式 プロフェッショナル アンバサダー 就任[10][5]

2022年
- 3月　登録者数20万人突破[11][注釈 1][注釈 2]

2023年
- 1月　登録者数30万人突破[12][注釈 1][注釈 2]
- 1月　一般人男性と結婚[13][注釈 2]

2025年
- 2月　UltraSuperNew Gallery 個展『わたしを感じる』開催[14]

## 人物
- 元は美容部員への就職を目指したが、クリエイティブな仕事に出会うため単身フランスへ渡り、メイクアップアーティストを志した[15]。
- YouTubeを始めたきっかけは知人からのアドバイスで「軽いノリ」だったと語る[4]。
- 「やりたい事を逆にやらないで我慢する方が難しので、やりたいと思ったらやる」と語る[4]。
- モチベーションが下がった時は「何もしない」と語る[4]。
- YouTubeが一般の方との接点となり、コメントを通しての反応が嬉しく、モチベーションになったと語る[5]。
- バックステージの動画のアーティストに会いにニューヨークへ向かった経験あり[4]。
- 1児の母[16][注釈 3]。

## 出演

### TV
- 『スローでイージーなルーティーンで』（関西テレビ放送、2021年8月24日[17]、12月7日[18]、2022年4月27日[19]、10月25日[20]、2023年2月7日[21]、4月25日[22]、7月18日[23]）

## 書籍

### 著書
- 『「ちゃんとメイクしているつもりなのになんか違う」から脱却 一生使える理論が身につく 大人の学びなおしメイク』マイナビ出版、2024年7月29日。ISBN 978-4839985219。